# Avenger (lớp tàu sân bay hộ tống)
Lớp tàu sân bay hộ tống Avenger, còn được gọi là lớp tàu sân bay hộ tống Charger theo tên chiếc duy nhất của Hải quân Mỹ, bao gồm bốn chiếc tàu buôn thương mại lớp C3 được cải biến thành tàu sân bay hộ tống để hoạt động cùng Hải quân Hoa Kỳ và Hải quân Hoàng gia Anh Quốc trong Chiến tranh Thế giới thứ hai.
Bốn chiếc tàu chở hàng Rio Hudson, Rio Parana, Rio de la Plata và Rio de Janeiro đã được cải biến trước khi hoàn tất tại các xưởng đóng tàu Hoa Kỳ. Chúng có thiết kế tương tự như lớp tàu sân bay hộ tống Archer vốn được cải biến từ những tàu chở hàng đã hoàn tất. Vũ khí trang bị bao gồm hai khẩu pháo 102 mm (4 inch) trên các bệ nòng đơn trước mũi và một khẩu sau đuôi; cùng với 19 pháo Oerlikons 20 mm cho vai trò phòng không. Pháo 102 mm (4 inch) của Hoa Kỳ được thay thế bằng pháo 102 mm (4 inch) do Anh Quốc chế tạo sau khi chuyển giao.
Cả bốn chiếc đều được chuyển giao cho Hải quân Hoàng gia, nhưng một chiếc, HMS Charger, được hoàn trả không lâu sau khi chuyển giao và được đưa vào hoạt động cùng Hải quân Hoa Kỳ. Hai chiếc đã bị mất trong chiến tranh, số còn lại được hoàn trả sau khi chiến tranh kết thúc.

## Những chiếc trong lớp[1]
| Tàu                                | Đặt lườn             | Hạ thủy              | Hoạt động                             | Số phận |
| Avenger (D14) (Rio Hudson)         |                      | 27 tháng 11 năm 1940 | 2 tháng 3 năm 1942                    | Bị tàu ngầm Đức U-155 đánh chìm ngoài khơi Gibraltar, 15 tháng 11 năm 1942                                                        |
| Biter (D97) (Rio Parana)           | 28 tháng 12 năm 1939 | 18 tháng 12 năm 1940 | 1 tháng 5 năm 1942                    | Hoàn trả cho Hoa Kỳ và chuyển cho Hải quân Pháp dưới tên gọi Dixmude 1945. Hoàn trả cho Hoa Kỳ và đánh chìm như một mục tiêu 1966 |
| Charger (CVE-30) (Rio de la Plata) | 19 tháng 1 năm 1940  | 1 tháng 3 năm 1941   | 3 tháng 3 năm 1942 như là USS Charger | Bán để hoạt động tư nhân dưới tên gọi MV Fairsea 1947, bán để tháo dỡ tại Ý 1969                                                  |
| Dasher (D37) (Rio de Janeiro)      | 14 tháng 3 năm 1940  | 12 tháng 4 năm 1941  | 1 tháng 7 năm 1942                    | Chìm sau một vụ nổ bên trong 27 tháng 3 năm 1943                                                                                  |